# Forte de Albarquel
O Forte de Albarquel localiza-se sobre a praia de mesmo nome, na barra norte do rio Sado, no município e no Distrito de Setúbal, em Portugal.

## História

### O forte seiscentista
Integrou, no passado, a linha defensiva do trecho do litoral denominado hoje, em termos de turismo, como Costa Azul, e que, no século XVII, se estendia de Albarquel a Sesimbra, complementando a defesa da importante povoação marítima de Setúbal.
No âmbito da completa remodelação da estratégia defensiva do reino implementada sob o reinado de D. João IV (1640-1656), compreendida na defesa da barra de Setúbal, esta fortificação marítima foi iniciada, como a do Forte de Santiago do Outão, em 1643.
Tinha como objectivo reforçar o poder de fogo do vizinho Forte de São Filipe de Setúbal.
Contribuíram para as obras desta barra, à época, os proprietários das marinhas de sal e os navegantes da Casa do Corpo Santo, tendo as obras deste forte, como as do Outão, sido concluídas sob o reinado de D. Pedro II (1667-1706).
O Governador do Forte de Albarquel, era por inerência o Guarda-Mor do Sal de Setúbal, cargo de "Jure e Herdade", pertencente à família Botelho de Moraes Sarmento. O titulo de "Guarda Mor do Sal de Setúbal", foi concedido pelo Rei Filipe III de Portugal e IV de Espanha,e rectificado por D. João IV,a Diogo Botelho de Moraes Sarmento, 1º Guarda Mor do Sal de Setúbal, tendo sido o ultimo Governador do Forte de Albarquel, nesta família, António Manoel Botelho de Moraes Sarmento, 6º Guarda-Mor do sal de Setúbal.

### Do século XX aos nossos dias

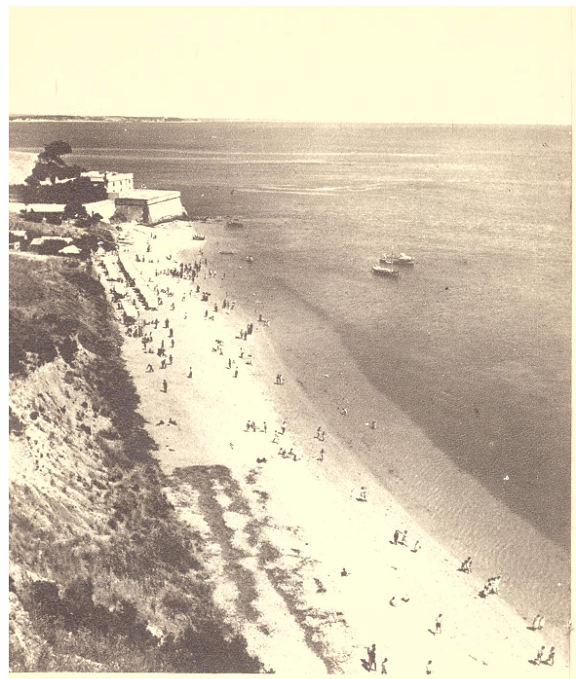
Praia de Albarquel na década de 1950: ao fundo, o forte.

De propriedade do Ministério da Defesa, até recentemente estava integrado no Regimento de Artilharia de Costa, entretanto extinto, do Exército português, com a designação de 8ª Bataria.
Na primeira metade do século XX foi erguida, no morro por detrás do forte, uma fortificação subterrânea, artilhada por três canhões Krupp de 150 mm, e guarnecida por cerca de 30 homens. As novas instalações compreendiam dependências como casernas, refeitório e armazéns.
Em 2001, por Comunicado do Conselho de Ministros datado de 21 de Junho, o terreno deveria passar para a Câmara Municipal de Setúbal. No início de 2004 encontrava-se abandonado, cogitando-se a sua requalificação como unidade hoteleira.
Em janeiro de 2015, foi anunciado na imprensa que o forte vai ser transformado num centro de cultura, com exposições e espetáculos.
A fortificação foi gratuitamente cedida pelo Governo à Câmara de Setúbal em janeiro de 2015, mas a sua requalificação, orçada em cerca de 2 milhões de euros, vai ser assumida pela fundação da inglesa Helen Hamlyn.
O imóvel fica na posse do município por 32 anos.
A Fundação Buehler-Brockhaus, constituída por um casal alemão radicado em Setúbal, vai construir de um passadiço destinado a ligar o Parque Urbano de Albarquela à praia.

## Características

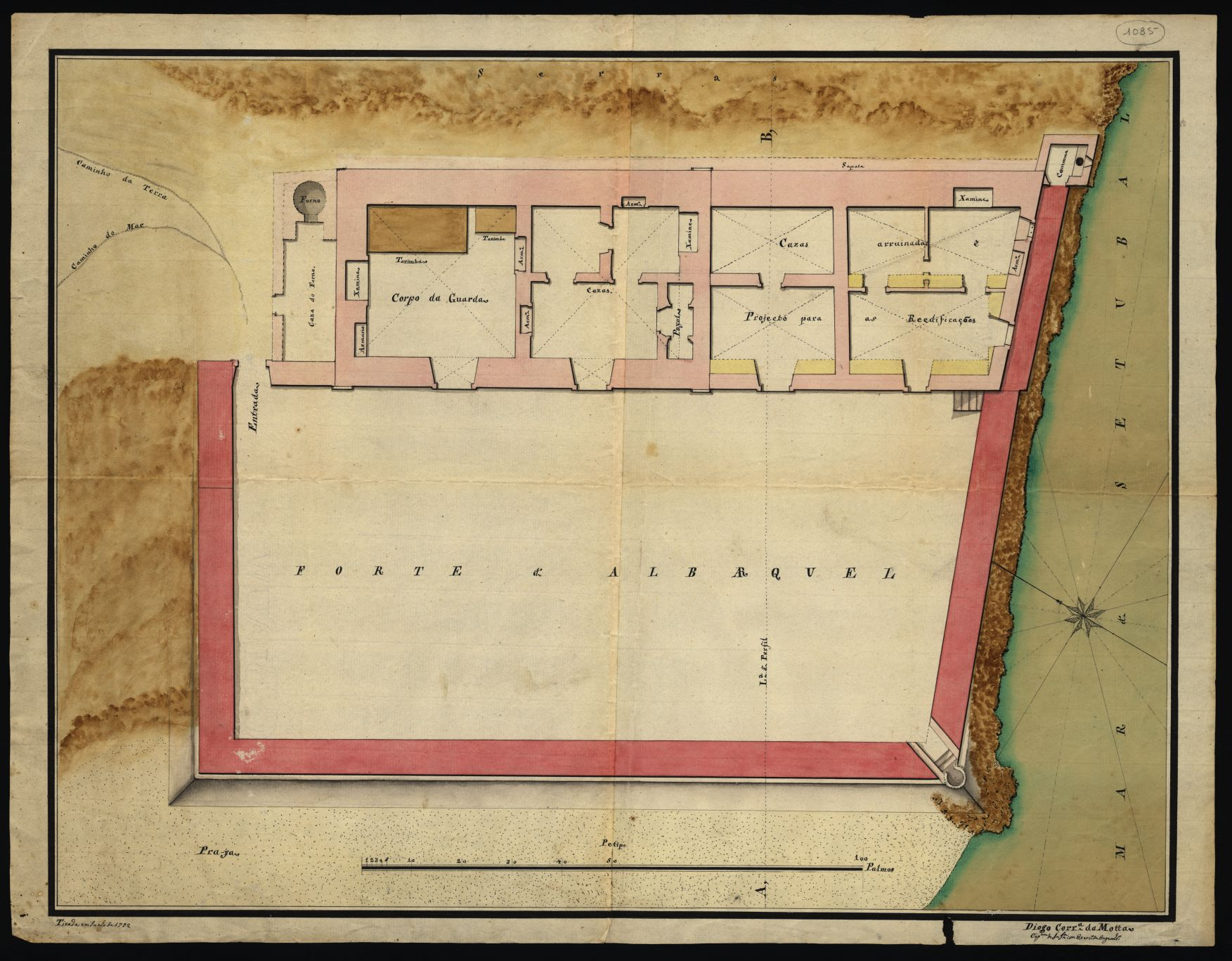
Forte de Albarquel, Portugal: planta do século XVIII.

O forte apresenta planta no formato trapezoidal, com um pequeno baluarte no vértice Sudeste e uma guarita no Sul, ambos voltados para o mar. No lado Nordeste da praça de armas ergue-se a edificação com as dependências de serviço.
O portão de armas abre-se no vértice a norte.